# Рамишвили, Шалва Георгиевич
Шалва Георгиевич Рамишвили (1913 — неизвестно) — советский футболист, полузащитник.

## Биография
Родился в 1913 году. Играл в футбол на позиции полузащитника. В 1935 году выступал за тифлисские «Динамо» и ЗИИ, после чего перебрался в тифлисский «Локомотив», за который выступал на протяжении всей оставшейся карьеры.
В 1936—1937 годах играл в составе «Локомотива» в группе «В» чемпионата СССР. В весеннем чемпионате 1936 года участвовал во всех 7 матчах, в чемпионате 1937 года трижды выходил на поле.
В 1938 году сыграл за «Локомотив» 22 матча в элите советского футбола — группе «А». Закрепиться в элите тбилисцам не удалось, и в сезоне-39 Рамишвили провёл 3 матча в группе «Б». В 1940 году, после того как «Локомотив» вернулся в группу «А», он сыграл ещё в 2 поединках.
Дата смерти неизвестна.